# Шелиф
Шелиф или Уад Шелиф (на арабски: وادي الشلف) е най-голямата река в Алжир, вливаща се Средиземно море. Дължина 733 km, площ на водосборния басейн 59 150 km². Река Уад Шелиф води началото си на 1420 m н.в., под името Уад Себгаг от северните склонове на планината Амур, съставна част на планинската система на Сахарски Атлас. В горното и средното си течение (под името Уад Туил) тече на север, като пресича обширна камениста пустиня в района на т.нар. високи плата. В този участък реката губи голяма част от водите си в изпарение и инфилтрация и е маловодна, а през лятото на места пресъхва. След това в дълбока каньоновидна долина пресича планинската система на Тел Атлас, след което в района на град Мидиана завива на запад и запазва това направление до устието си. Тук Уад Шелиф тече през широка алувиална долина, която е много добре усвоена земеделски. Влива се в североизточната част на залива Азрев на Средиземно море, на около 12 km северно от град Мостаганем. Основните притоци на Уад Шелиф са леви: Сакни, Васел, Хеуб, Зедлин, Фола, Риу, Мелах, Мина (най-голям приток). Среден годишен отток 49 m³/s. Реката има ясно изразено зимно пълноводие, което много често води до катастрофални наводнения, а оттокът и надхвърля 4000 – 5000 m³/s. През лятото дебитът ѝ силно намалява и може да падне до няколко m³/s. В най-тясната част на пролома през Тел Атлас е изграден големия хидровъзел „Гриб“ с мощна ВЕЦ, водите на който освен за производство на електроенергия се използват за водоснабдяване и напояване на обширните земеделски земи покрай долното течение на реката.